# М56 (мина)
М56  (Anti-tank mine M56) — противотанковая противогусеничная мина нажимного действия.
Разработана в США. Мина была принята на вооружение в 1973 году. Применялась на завершающем этапе Вьетнамской войны. Мина устанавливается только внаброс на поверхность с помощью системы дистанционного минирования. Взрыв происходит при наезжании гусеницей танка или колесом автомобиля на верхнюю крышку мины.
Мина представляет собой плоскую металлическую коробку. Внутри корпуса помещается заряд взрывчатки, сверху устанавливается взрыватель.